# Wikipédia en tatar de Crimée
Wikipédia en tatar de Crimée (en tatar de Crimée : Qırımtatarca Vikipediya) est l’édition de Wikipédia en tatar de Crimée, langue kiptchak parlée en Crimée (Ukraine/Russie), en Ouzbékistan et en Turquie. L'édition est lancée le 12 janvier 2008,,,,. Son code est : crh.
Au 20 mars 2025, l'édition en tatar de Crimée contient 28 540 articles et compte 34 099 contributeurs, dont 42 contributeurs actifs et 2 administrateurs.

## Présentation

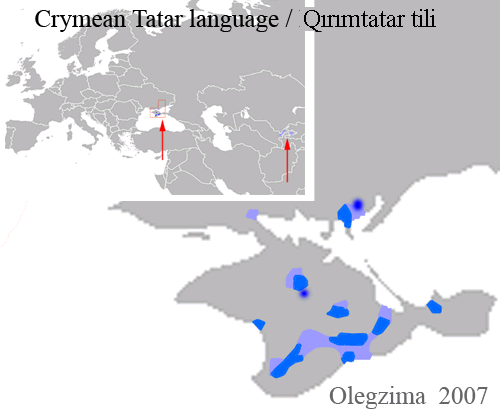
Aire de diffusion du tatar de Crimée.

## Statistiques
- Le 10 mars 2015, l'édition en tatar de Crimée compte 4 210 articles et 8 218 utilisateurs enregistrés[6], ce qui en fait la 164e[7] édition linguistique de Wikipédia par le nombre d'articles et la 171e[8] par le nombre d'utilisateurs enregistrés, parmi les 287 éditions linguistiques actives.
- Le 26 juin 2016, elle compte 4 811 articles et, le 23 mars 2020, 7 098 articles.
- Le 4 novembre 2022, elle contient 21 092 articles et compte 18 288 contributeurs, dont 37 contributeurs actifs et 2 administrateurs.
- Le 17 septembre 2024, elle contient 28 415 articles et compte 30 233 contributeurs, dont 32 contributeurs actifs et 2 administrateurs.